# Brzezinka (powiat słupski)
Brzezinka (kaszb. Brzezënka, niem. Birkenthal) – osada leśna w Polsce, położona w województwie pomorskim, w powiecie słupskim, w gminie Kępice.
W latach 1975–1998 miejscowość należała administracyjnie do województwa słupskiego.